# Batata chips
Batata chips (em inglês: potato chip; "fatia" ou "lasca de batata") ou batata portuguesa é uma preparação culinária de fatias finas e onduladas de batata que foram fritas ou cozidas até ficarem crocante. Batatas chips são comumente servidas como petisco, acompanhamento ou aperitivo. As chips básicas são fritas e salgadas; variedades adicionais são fabricadas com vários aromas e ingredientes, incluindo ervas, especiarias, queijos e aditivos artificiais.
Por vezes há diferenciação entre a chips e a portuguesa, sendo a última mais fina, seca, leva e frita.

## História
A receita mais antiga conhecida como batata chips pode ser encontrada no livro de William Kitchiner The Cook's Oracle, publicado pela primeira vez em 1817, que foi um best-seller na Inglaterra e nos Estados Unidos. A versão da edição de 1822 da receita 104 é chamada de "Batatas fritas em fatias ou aparas".
No entanto, uma lenda associa a criação de batatas chips com Saratoga Springs, Nova York, décadas mais tarde. Até o final do século XIX, uma versão popular da história atribui a criação do prato ao cozinheiro George Crum, do restaurante Moon's Lake House. Segundo a tradição, no dia 24 de agosto de 1853, Crum resolveu agradar um cliente insatisfeito, que costumava devolver suas batatas fritas, queixando-se de que elas eram muito grossas. Decidido a resolver o problema, Crum cortou as batatas em fatias fiíssimas; em seguida, fritou-as até ficarem crocantes e temperou-as com bastante sal. O cliente amou. As batatas logo passaram a ser chamadas de "Saratoga chips". Uma versão dessa história foi popularizada em uma campanha publicitária nacional de 1973, pela St. Regis Paper Company, que fabricava embalagens de batata chips. Segundo essa versão, o cliente atendido por Crum foi Cornelius Vanderbilt.

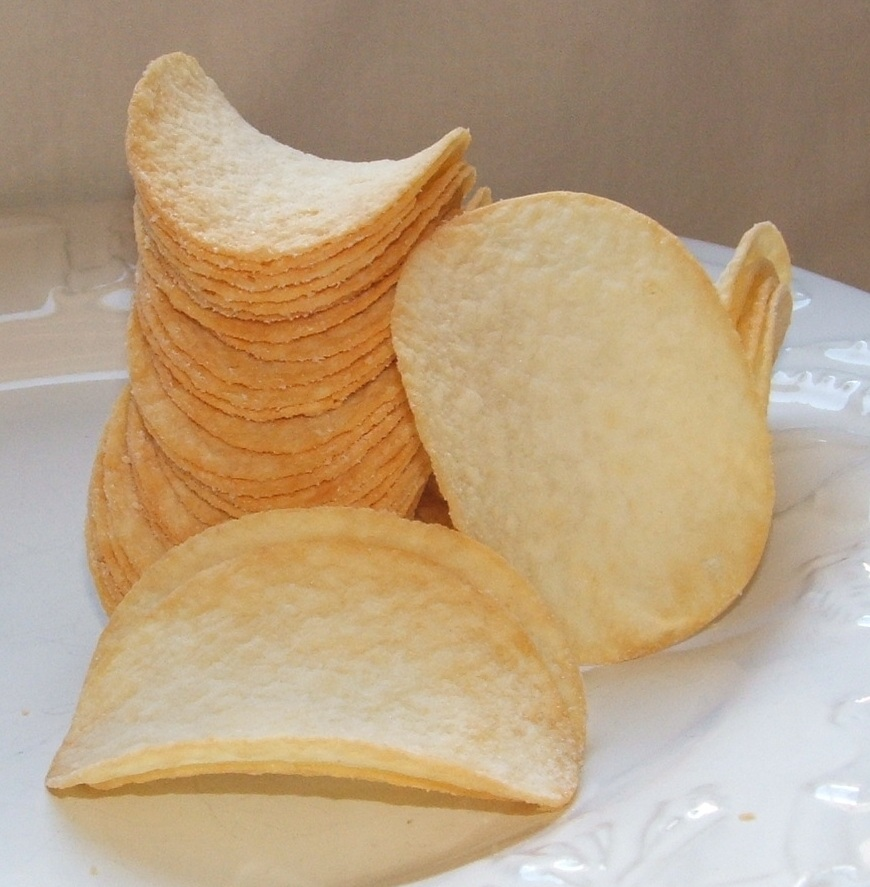
Versão industrializadas da marca Pringles.

No século XX, as batatas chips passaram a ser produzidas em escala industrial, para o consumo doméstico. Inicialmente, as batatas eram embaladas em barris ou latas, o que deixava as batatas do fundo quebradas e rançosas. Laura Scudder, uma empresária de Monterey Park, Califórnia, passou a embalar as batatas em sacos feitos de papel parafinado, material que mais tarde seria substituído por plástico.

## Processo de fabricação
Algumas chips industrializadas não são exatamente batatas. São fabricadas a partir de uma mistura de água, flocos de batata, farinha de arroz, amido de trigo e uma significativa quantidade de sais (cloreto de sódio, glutamato monossódico, guanilato dissódico e inosinato dissódico etc.)..  Ou seja, de fato, a batata representa menos da metade da massa Essa massa é esticada, com uma pressão de até quatro toneladas, para ficar bem fina. Em seguida, a massa passa por uma cortadeira, que dá a forma oval às chips. Outra máquina retira o excesso de massa, antes que as chips sigam para a fritura, que dura alguns segundos, em óleo quente. Enquanto estão fritando, as fatias passam por canaletas, onde ganham seu formato côncavo tradicional, que facilita o empilhamento dentro da lata.